# 伊東義賢
伊東 義賢（いとう よしかた）は、戦国時代から安土桃山時代にかけての武将。

## 経歴
父・伊東義益が永禄12年（1569年）に病死したため、祖父・義祐の手によって養育された。天正5年（1577年）8月に正式に家督相続するが、幼少のため実権は祖父・義祐の元にあった。同年、伊東氏は一時的に衰退した際に日向国から退去し、母の縁者である大友氏に助けられ、その保護を受けたという。この時に大友宗麟の影響を受けてキリシタンになり、天正10年（1582年）に受洗した。天正15年（1587年）、九州平定の後、叔父・伊東祐兵が飫肥城に復帰すると日向国へ帰参した。
文禄の役で伊東軍の一人として朝鮮に出兵するも病気となり、文禄2年（1593年）帰国途中船上で死去した。享年27。史料上では病死とされるが、伊東祐兵との家督争いを防ぐために暗殺されたという説もある。墓所は壱岐島の長徳寺、また飫肥の伊東家墓所内にも墓がある。
「伊東氏大系図」では伊東家臣に嫁いだという娘が一人いたことが伝えられている。

## 補注
1. ↑  参照　「鹿児島県史料　旧記雑緑拾遺　伊地知季安著作集」
2. ↑  伊東氏と敵対関係にあった薩摩藩側の史料「本藩人物誌」によると、義賢の御抱守で父義益と母の一条氏との結婚を取り計らった伊東大炊介が幼君・義賢の下で権勢を振るった上、母・一条氏との密通の噂もあったといわれる。
3. ↑  参考「日向纂記」巻7-9
4. ↑  「鹿児島県史料　旧記雑緑拾遺　伊地知季安著作集」では子を飫肥藩藩主伊東祐慶、伊東祐広としているが、『寛政重修諸家譜』などでは2人とも伊東祐兵の子で義賢の甥にあたる（祐広は後の左門祐寿）ため誤りと思われる。